# 돌려차기 (영화)
돌려차기(영어: Taekwon Boys, Spin Kick)는 남상국 감독의 2004년 영화이다.

## 줄거리
전통의 고교 강호 만세고 태권도부는 변변한 성적 한 번 못 거두지 못하고 3류 팀으로 전락한다. 2주 앞으로 다가온 전국대회 예선 통과는 상상할 수도 없는 노릇이다. 옛 명성을 되찾기 위해 발 벗고 뛰는 건 부원들이 아니라 석교장과 고감독, 주장 민규 뿐이다.
50년 만세고 태권도부 역사에 종지부를 찍을 일대 사건이 터진다. 하굣길 만원버스 안에서 만세고 주먹대장 용객과 그 일당은 맨 뒷자리에 앉아  버스 바닥에 금을 긋고 넘어오면 죽는다 한다. 운동도, 분위기 파악도 못하는 태권도부는 그만 금을 밟아 버리고, 용객 일당에게 처절하게 두들겨 맞는다. 태권도부 전원은 병원으로 후송되고 용객 일당은 유치장에 갇히게 된다. 운동할 선수들이 없는 만세고 태권도부는 해체될 위기에 처하고, 용객 일당은 전원 퇴학이라는 징계를 기다리고 있다.
 만세고 태권도부의 부활을 꿈꿔왔던 석교장은 용객 일당의 실력을 인정하고 예선전만 통과해 주면 퇴학을 면해 주겠다고 한다.
만세고 태권도부는 용객 일당의 가입으로 활기를 띠고, 어린이 태권도장 관장인 충근을 감독으로, 발레리노 석봉을 선수로 영입하여 만세고 최고의 올스타 팀을 꾸린다. 정통 태권도 문법을 조금씩 비켜간 그들은 오로지 승리를 위해 그들만의 전술을 펼친다.

## 캐스팅

### 주요 인물
- 김동완 - 홍용객 역
- 현빈 - 이민규 역
- 조안 - 석수빈 역
- 진태현 - 신정대 역
- 문지윤 - 권혁수 역
- 이기우 - 최석봉 역
- 전재형 - 조성완 역
- 박지연 - 미애 역

### 그 외의 인물
- 정우 - 박도수 역
- 이주석 - 마길수 역
- 유병석 - 병수 역
- 전정로 - 양배추 역
- 신동인 - 산낙지 역
- 방은교 - 흥숙 역
- 진선미 - 남주 역
- 유민혁 - 일태 역
- 정성훈 - 경한 역
- 정세인 - 햇살태권도 정훈 역
- 양기원 - 대광고 주장 역
- 이연선 - 정훈 모 역

### 우정 출연
- 김영호 - 송충근 역
- 김갑수 - 석 교장 역
- 박정학 - 고 감독 역

## 영화 정보
- 2003년 10월말 첫 촬영을 시작하였다.[1][2]
- 2004년 1월 30일 3개월간의 촬영일정을 마쳤다. 부산 해운대 인근 놀이터에서 용객이 혁수를 구하려다 양아치들에게 각목으로 얻어맞는 장면이 마지막 장면이었다.[3]
- 2004년 3월 5일 서울 강남의 한 녹음실에서 김동완, 현빈, 조안, 김태현 등이 참여해 OST로 사용될 '만세고(高) 교가'(이영호 작곡)를 녹음하였다.[4]
- 2004년 7월 13일 서울극장에서 남상국 감독과 김동완, 현빈, 조안 등 주연 배우들은 물론, 조연 배우 전원이 참석하여 시사회를 가졌다.[5]
- 아쉽게도 개봉한 지 일주일만에 내리게 된 이 영화는 네티즌의 재개봉 요청으로 몇 차례 유료상영하였다.
  - 2004년 8월 11일 서울 중앙시네마 1개관 1회[6]
  - 2004년 8월 18일 전주시네마 8관 1회[7]
  - 2004년 9월 1일 부산 O2시네마[8]
- 2004년 제9회 부산국제영화제에서 '한국 영화 파노라마' 부문에 초대되어 상영되었다.[9]
- 2005년 8월 11일 맥스무비 주최로 오후 8시 50분 중앙시네마에서 무료상영회를 개최하였다. 이는 지난해 8월 11일 개최됐던 재상영을 기념하는 행사로, 남상국 감독과 출연배우, 씨네2000 관계자, 그리고 '돌려차기'를 아끼는 사람들이 참가했다.[10]

## 수상
- 2005년 제28회 황금촬영상 시상식 신인촬영상 (박상훈)

## OST
| #   | 제목                                            | 작사           | 작곡   | 재생 시간 |
| --- | ----------------------------------------------- | -------------- | ------ | --------- |
| 1.  | 〈Ego〉 (피아, 전인권)                          | 옥요한         | 피아   | 3:12      |
| 2.  | 〈입고 보니 편하다〉                            |                |        | 1:05      |
| 3.  | 〈어기적 퍼레이드〉 (김현아)                    |                |        | 0:56      |
| 4.  | 〈대사 : 니들이 이겨준다면 나 너 다시 볼 거야〉 |                |        | 1:49      |
| 5.  | 〈자전거〉                                      |                |        | 2:05      |
| 6.  | 〈연습〉                                        |                |        | 1:25      |
| 7.  | 〈세상을 가져라〉 (김태훈)                      | 김태훈         | 박만희 | 3:53      |
| 8.  | 〈우울한 방랑철각〉                             |                |        | 1:55      |
| 9.  | 〈소각장 결투〉                                 |                |        | 1:59      |
| 10. | 〈정대와 미애〉                                 |                |        | 1:50      |
| 11. | 〈대사 : 너희들에게 고백할 게 하나 있다〉       |                |        | 2:43      |
| 12. | 〈Live Is Life〉 (Opus)                         |                |        | 4:15      |
| 13. | 〈두려움과 떨림〉                               |                |        | 2:11      |
| 14. | 〈16강 접전〉                                   |                |        | 1:57      |
| 15. | 〈대사 : 걔 이상한 애 아니에요〉                |                |        | 2:05      |
| 16. | 〈너의 미소〉 (김태훈)                          | 김민희, 김태훈 | 박만희 | 3:51      |
| 17. | 〈대사 : 끝까지 하게 해주십시오! 감독님!〉      |                |        | 2:10      |
| 18. | 〈결심과 눈물〉                                 |                |        | 2:49      |
| 19. | 〈진정한 남자의 길〉                            |                |        | 3:39      |
| 20. | 〈Main Title〉                                  |                |        | 2:52      |
| 21. | 〈만세고 교가 (만세고 태권도부)〉               |                | 박만희 | 1:03      |